# 心理的虐待
心理的虐待（しんりてきぎゃくたい）は、親が子供に心理的な傷を負わせること。精神的虐待（せいしんてきぎゃくたい）とも呼ばれる。

社会的弱者がターゲットになりやすく、対象者の自尊心を著しく傷つける暴言、暴力やネグレクトを示唆するなどの脅しがよく行われている。

## 定義
厚生労働省によると、「暴言を吐く」「無視、拒否的な反応をする」「兄弟間で差別的な扱いをする」「夫婦喧嘩や虐待を意図的に見せる」「脅迫する」などが当てはまる可能性が高い。
身体的虐待、性的虐待、ネグレクトなど他の要素を取り除いた、いわゆる消去法でしか特定が難しいのが現状である。
ただし、「保護者に叩かれた、蹴られた、放っておかれた」といった心理的ショックを受けるなど、他の虐待と心理的虐待は複合しうる。
身体的虐待による身体の傷とは異なり、精神的に負った傷は外から見えず、また人格否定の線引きはあいまいであるため判定は困難。